# كاثرين ووكر
كاثرين ووكر (بالإنجليزية: Kathryn Walker)‏‏ (9 يناير 1943 في فيلادلفيا - ) روائية، وممثلة مسرحية، وممثلة أفلام، وممثلة تلفزيونية، وكاتِبة من الولايات المتحدة.

## الجوائز
- منحة فولبرايت

## روابط خارجية
- كاثرين ووكر على موقع IMDb (الإنجليزية)
- كاثرين ووكر على موقع ألو سيني (الفرنسية)
- كاثرين ووكر على موقع ميوزك برينز (الإنجليزية)
- كاثرين ووكر على موقع أول موفي (الإنجليزية)
- كاثرين ووكر على موقع قاعدة بيانات برودواي على الإنترنت (الإنجليزية)
- كاثرين ووكر على موقع قاعدة بيانات الأفلام السويدية (السويدية)
- كاثرين ووكر على موقع قاعدة بيانات الفيلم (الإنجليزية)
- كاثرين ووكر على موقع كينوبويسك (الروسية)
- كاثرين ووكر على موقع كينوبويسك (الروسية)